# Ostopovice
Ostopovice jsou obec v okrese Brno-venkov v Jihomoravském kraji, na rozhraní Bobravské vrchoviny a Dyjsko-svrateckého úvalu. Severním krajem obce protéká potok Leskava. Žije zde přibližně 1 700 obyvatel.

## Název
Na vesnici bylo přeneseno původní pojmenování jejích obyvatel Ostupovici odvozené od osobního jména Ostupa (v jehož základu je sloveso ostúpiti – „obestoupit“) a znamenající „Ostupovi lidé“. Samohláska -o- ve druhé slabice je nářeční (poprvé doložena 1353). Jméno se také psalo Ustopovice a Ustupovice.
O vzniku vsi vypráví místní legenda.[zdroj⁠?!] Podle ní vesnici založili dva bratři, poutníci. Po dlouhém cestování se chtěl jeden z nich zastavit a odpočinout si. Druhý mu navrhl, aby šli ještě „o sto stop více“. A právě na onom místě měly vzniknout Ostopovice.

## Historie
První písemná zmínka o obci pochází z roku 1237 z majetkoprávní transakce krále Václava I., která je podepsána svědky Robertem z Troubska a mistrem Štěpánem z Ostopovic. Dokument je zapsán v Moravských zemských deskách. Ostopovice bývaly samostatným statkem a panským sídlem, později rozděleným. Stávala zde tvrz a svobodnické dvory.
Na počátku 17. století zde bylo 22 domů, 3 z nich byly po třicetileté válce pusté. V roce 1790 zde bylo už 40 domů s 262 obyvateli, roku 1834 to už bylo 99 domů a 368 obyvatel. Škola v obci byla postavena roku 1834.
V roce 2018 získaly Ostopovice první místo v národním kole soutěže Entente Florale a zúčastnily se i kola mezinárodního.

## Obyvatelstvo
| 1869 | 1880 | 1890 | 1900 | 1910 | 1921 | 1930 | 1950 | 1961 | 1970  | 1980  | 1991  | 2001  | 2011  | 2021  |
| ---- | ---- | ---- | ---- | ---- | ---- | ---- | ---- | ---- | ----- | ----- | ----- | ----- | ----- | ----- |
| 419  | 428  | 525  | 606  | 685  | 689  | 913  | 847  | 904  | 1 041 | 1 458 | 1 376 | 1 298 | 1 544 | 1 826 |

## Pamětihodnosti
- Kaple svatého Jana Křtitele
- mostní konstrukce a propustek tzv. Hitlerovy dálnice

## Galerie

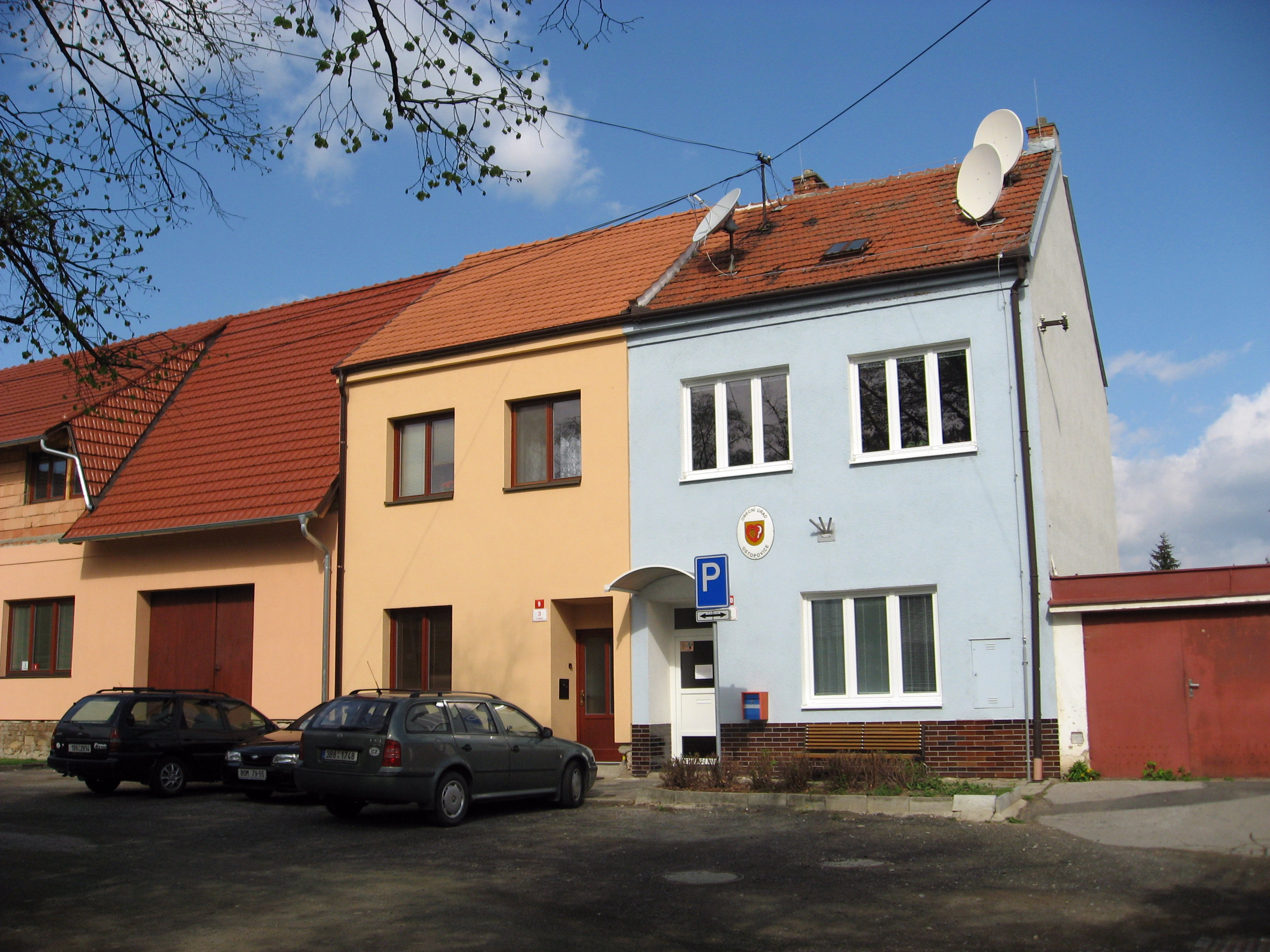
Obecní úřad
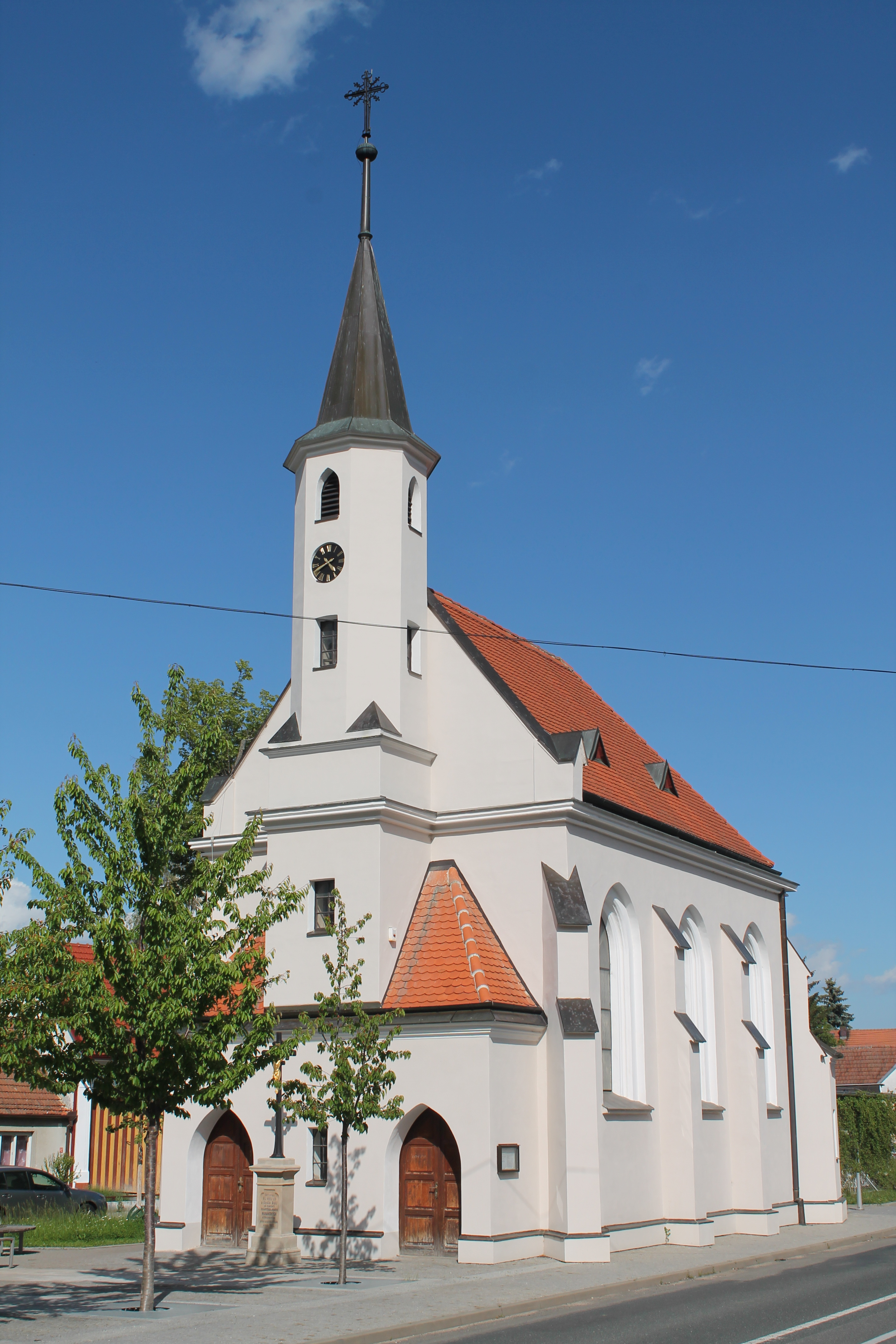
Kaple svatého Jana Křtitele
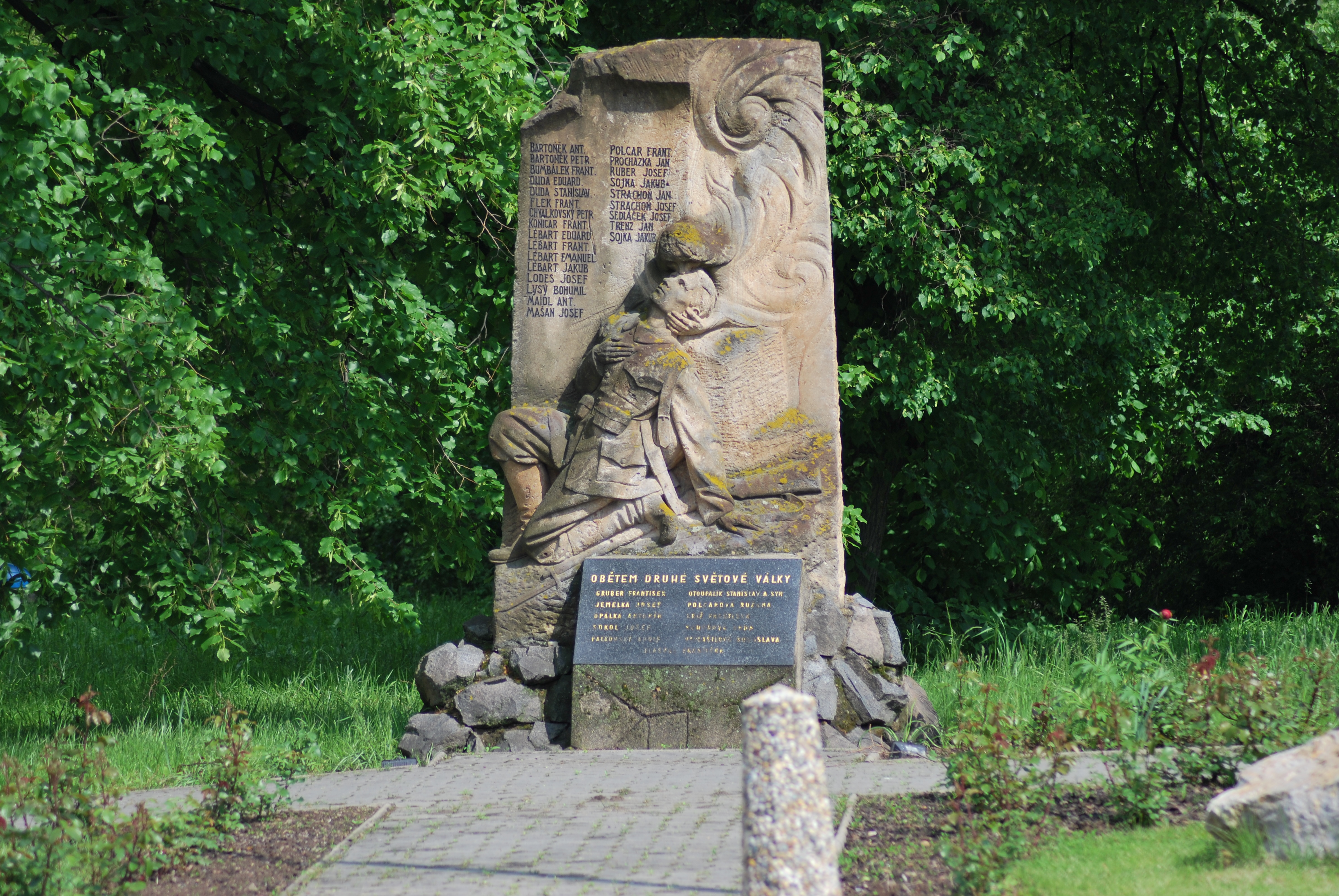
Pomník obětem válek
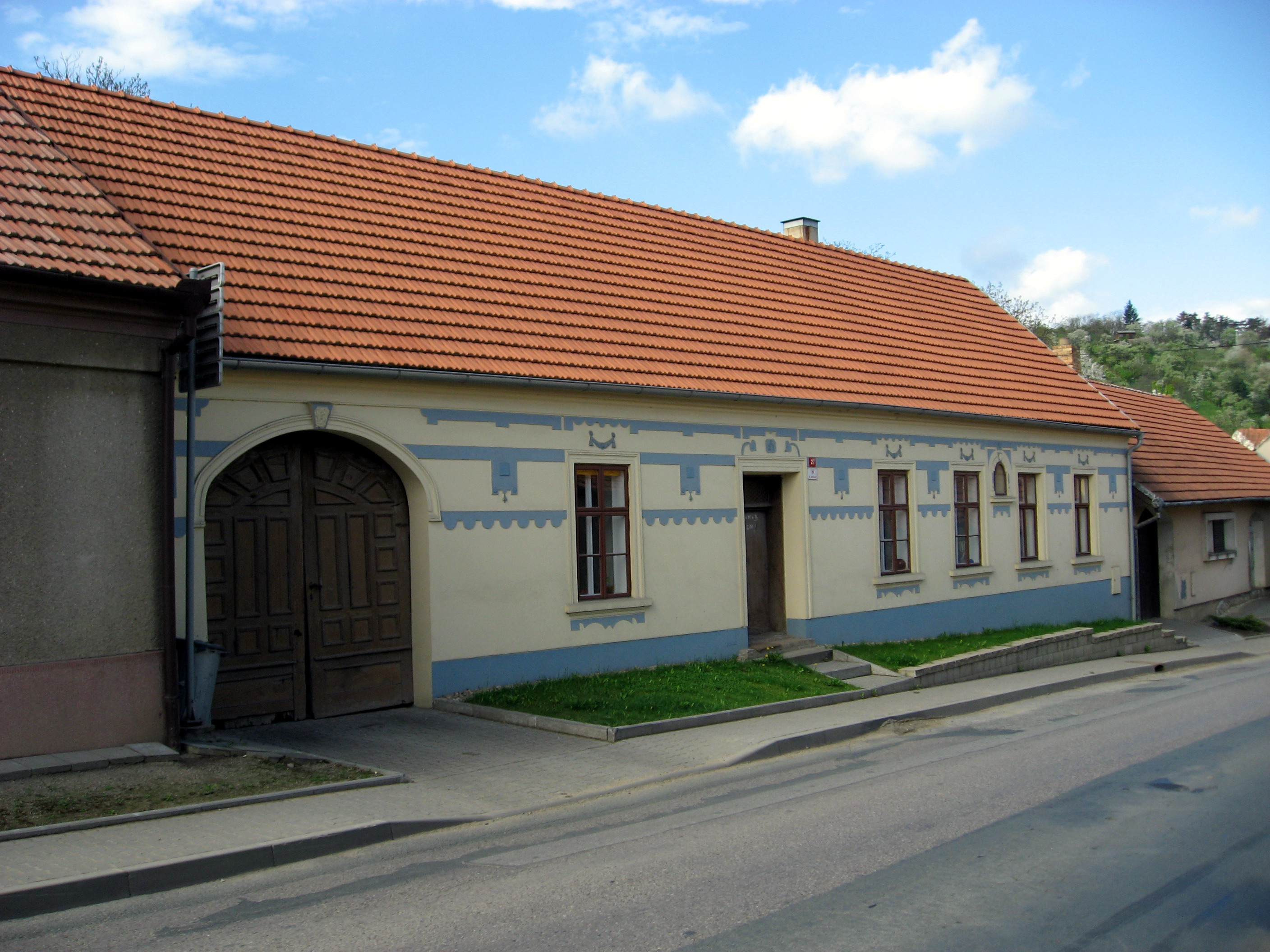
Dům č. p. 27
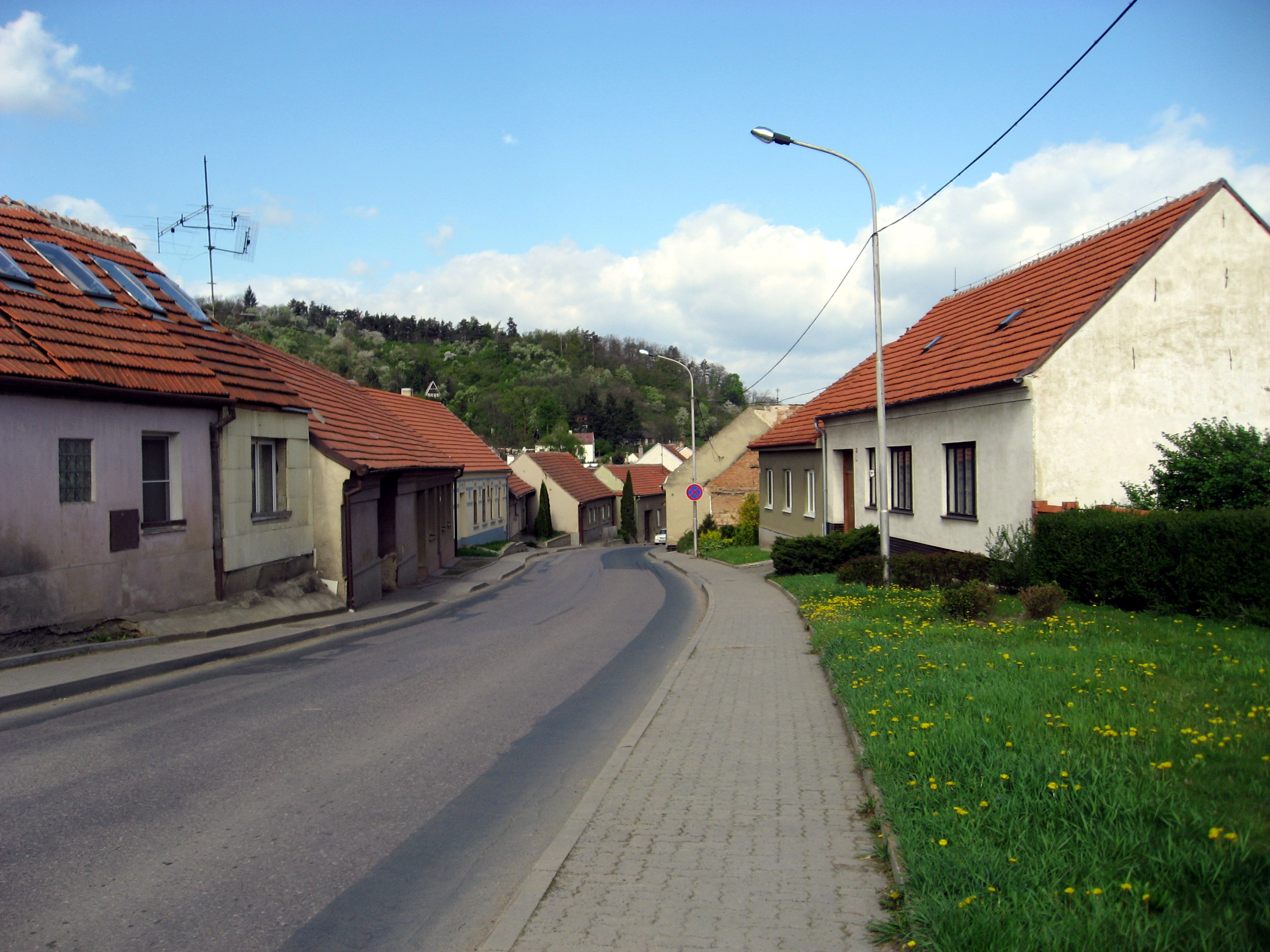
Ulice
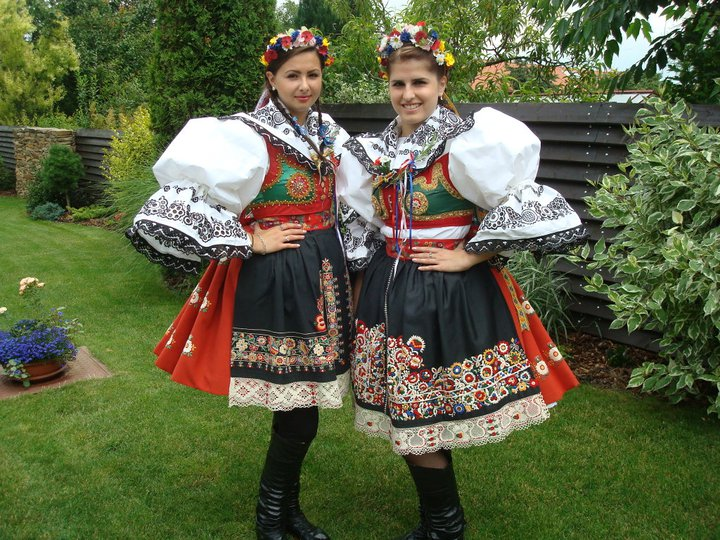
Dívčí kroje
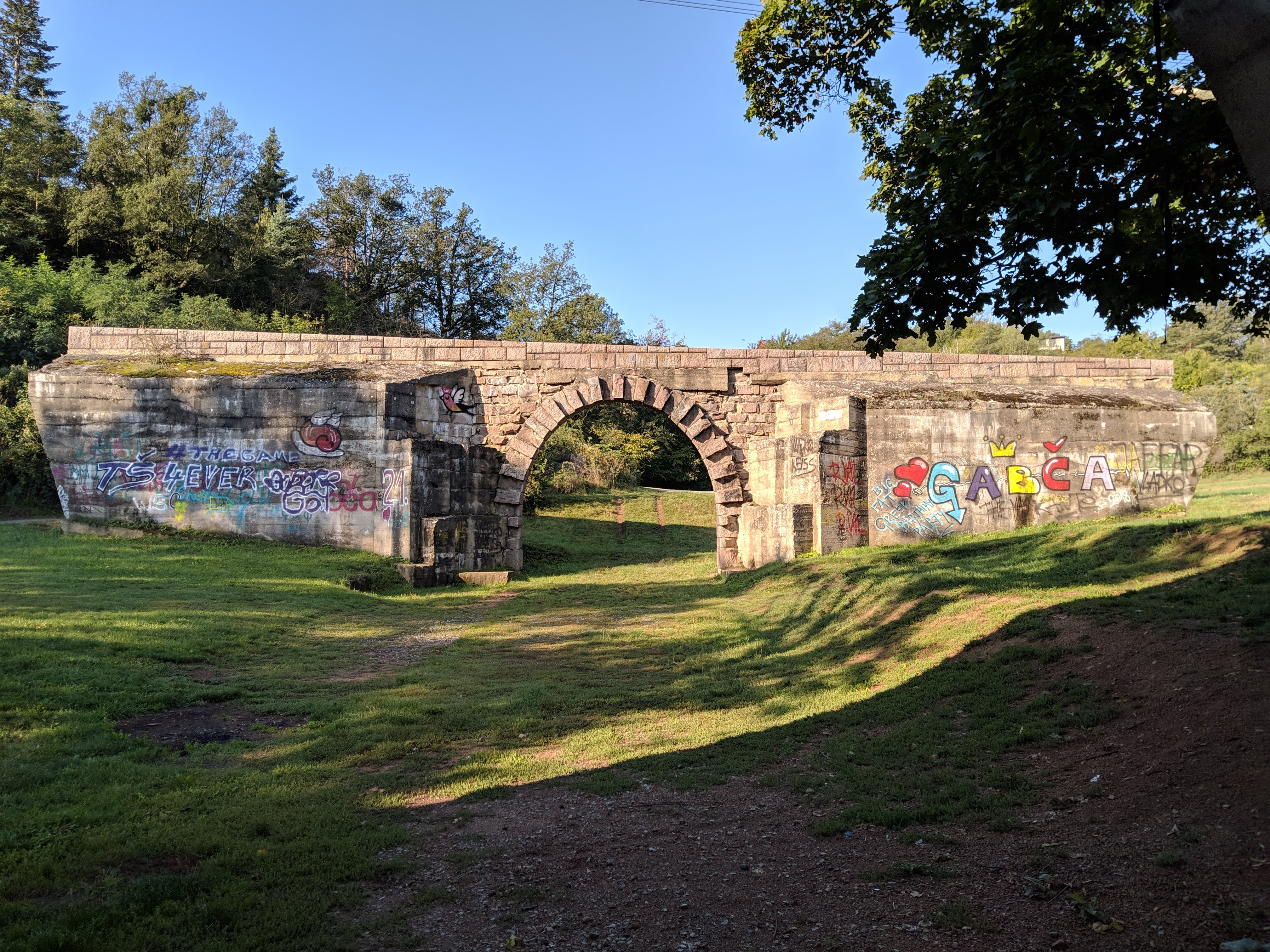
Nedokončený most tzv. Hitlerovy dálnice na zemí obce

## Doprava
Severním krajem území obce prochází dálnice D1 s exitem 190 Brno-západ a z této křižovatky vychází silnice I/23 na Brno. Dále územím prochází silnice III. třídy:
- III/15270 Starý Lískovec – Ostopovice – Střelice
- III/15273 Ostopovice – Moravany

Katastrálním územím obce prochází též železniční trať Brno – Jihlava, od roku 2021 je zde v provozu železniční zastávka.
Obec leží v zóně 410 Integrovaného dopravního systému Jihomoravského kraje a je obsluhována autobusovými linkami 51, 403 a 404.